# Jules de Boissieu
Jules de Boissieu (Lyon, le 25 juin 1853 - Lyon, 30 mai 1924) est un ingénieur et industriel français.

## Biographie
Descendant de Pierre Joseph Didier Boissieu, Jules de Boissieu est le fils de Joseph-Damase de Boissieu, industriel et négociant en soieries (« Boissieu & Cochaud »), et de Françoise Rosalie Bouvard, ainsi que le neveu du général Albert Hoff. Il épouse Adélaïde Gérentet, fille d'un notaire de Saint-Rambert-sur-Loire, puis Jeanne Sabran, veuve de Louis Marc Marie Chomel de Jarnieu et nièce d'Hermann Sabran.
Après avoir terminé ses études au lycée de Lyon et être lauréat au concours général en 1870, il est élève à l'École polytechnique (X1873) et de l'École des mines de Paris (promotion 1876), dont il sort major des élèves externes en 1879.
Ingénieur civil des mines, le directeur de l'école, obtient sa nomination comme ingénieur aux Aciéries de Baird à Alexandrovsky (Russie). Il refuse la proposition qui lui est faite d'en prendre la direction générale, après cinq ans de présence. 
Rentré en France, il rejoint la Compagnie des fonderies et forges de Terrenoire, La Voulte et Bessèges. 
Sa connaissance de l'industrie en Russie l'amène à être nommé à l'administration d'affaires russes qui avaient été créées et avaient leur siège à Lyon, où il s'installe. Il devient alors administrateur de la Société des forges et aciéries de la Kama et de la Société franco-russe des houillères de Berestow-Krinka, dont il prend par la suite la présidence, effectuant de longs et fréquents voyages en Russie aux sièges des exploitations de ces Sociétés
Il prend part à la création des affaires de production et de distribution d'énergie électrique de la région du Sud-Est. Il rejoint ainsi le conseil d'administration de la Société lyonnaise des forces motrices du Rhône (y assumant successivement les fonctions de secrétaire, puis celles de vice-président), de la Société grenobloise de force et lumière, de la Société de transport d'énergie électrique des Alpes, de la Société des forces motrices de la Haute-Isère, etc.
En 1894, il rentre au conseil d'administration de la Société Nouvelle des Établissements de l'Horme et de la Buire, alors que celle-ci se trouve dans une période difficile. Devenu administrateur délégué en 1896, puis président de cette société, il s'active à la redresser.
Il est également administrateur des Mines de Rive-de-Gier, de la Compagnie lyonnaise indo-chinoise pour le développement de l’industrie et du commerce français au Tonkin et en Chine et de la Compagnie lyonnaise de Madagascar.

## Sources
- Biographie sur le site annales.org
- Notices d'autorité :   - VIAF
  - IdRef